# Distretto di Chittoor
Il distretto di Chittoor (in telugu చిత్తూరు, Cittūru) è un distretto dell'Andhra Pradesh, in India, di 3 745 875 abitanti. Il suo capoluogo è Chittoor.
Il distretto si trova nell'estrema parte meridionale dello Stato dell'Andhra Pradesh e confina a nord con i distretti di Anantapur, Kadapa e Nellore, a sud con i distretti di Dharmapuri, Vellore e Tiruvallur dello Stato del Tamil Nadu e a ovest con il distretto di Kolar dello Stato del Karnataka.

## Geografia fisica
Il territorio del distretto è montagnoso, attraversato da un altopiano nella parte orientale e dai Ghati orientali nella parte occidentale. 
I corsi d'acqua che scorrono nel territorio del distretto sono a regime torrentizio, il che significa che gran parte dell'anno sono in secca; i più importanti sono il Ponnai, tributario del Palar, e lo Swarnamukhi, che nasce dai Ghati orientali ed entra nel distretto di Nellore. Oltre a questi vi sono il Kusasthali, il Beema, il Bahuda, il Pincha, il Kalyani, l'Araniyar e il Pedderu..

## Amministrazioni
Il distretto è suddiviso in 65 comuni (detti mandal) a loro volta raggruppati in tre divisioni tributarie: Chittoor (che raggruppa 20 comuni), Madanapalli (31 comuni) e Tirupati (14 comuni).
- Divisione tributaria di Chittoor: Bangarupalem, Chittoor (sede), Gangadharnellore, Gudipala, Irala, Ramachandrapuram, Karvetinagar, Nagari, Narayanavanam, Nindra, Palasamudram, Penumoor, Puthalpattu, Puttur, Sreerangarajapuram, Thavanampalli, Vadamalapet, Vedurukuppam, Vijayapuram, Yadamarri[3].
- Divisione tributaria di Madanapalle: B. Kothakota, Baireddipalli, Chinnagottigallu, Chowdepalli, Gangavaram, Gudipalli, Gurramkonda, Kambhamvaripalli, Kalakada, Kalikiri, Kuppam, Kurabalakota, Mulakalacheruvu, Madanapalle (sede), Nimmanapalli, Palamaner, Peddamandem, Peddapanjani, Peddathippasamudram, Piler, Punganoor, Ramakuppam, Ramasamudram, Rompicherla, Santhipuram, Sadam, Somala, Thamballapalli, Valmeekipuram, Venkatagirikota, Erravaripalem[4].
- Divisione tributaria di Tirupati: Butchinaidukandriga, Chandragiri, KVB Puram, Nagalapuram, Pakala, Pitchatoor, Pulicherla, Renigunta, Sathyavedu, Srikalahasti, Thottambedu, Tirupati (sede), Varadaiahpalem, Yerpedu[5].